# Тумча
Тумча — річка на південному заході Кольського півострова в Мурманській області, Росія. Протікає територією Кандалакського району. Довжина 16 км. Площа басейну 5240 км². Ширина 20-60 м. Утворюється злиттям річок Кутсайокі і Тунтсайокі. Протікає лісовою, болотистою місцевістю. Річка не судноплавна, має пороги та шивери. Впадає в Тумчаозеро (входить до Іовського водосховища) в західній його частині. Витрата води близько 25 м³/сек біля витоку і близько 50 м³/сек у гирлі. Населених пунктів на річці немає. Найближчі населені пункти: селище Зареченськ і село Алакуртті.
На Тумчі водяться такі риби, як харіус, пструг, форель, сиг, палія, в'язь. А також звичні щука, окунь, плітка, минь і лящ.